# Hockey Club de Limoges
Pour les articles homonymes, voir HCL.
Le Hockey Club de Limoges (HCL) est un club de hockey sur glace ayant évolué de 1970 à 2008.

## Historique
Le club est fondé en 1970 après les Jeux olympiques d'hiver de 1968 à Grenoble sous l'impulsion de Jean Berthier et il faut attendre dix ans pour voir l'équipe accéder à la division 2 du championnat français. Mais le club n'est pas autorisé à monter de division, en raison de sa patinoire qui n'est pas aux normes. La direction du club décide alors de construire une nouvelle patinoire pour remplacer l'ancienne. La Patinoire municipale des Casseaux est inaugurée en 1982 et à la fin de la saison, Limoges rejoint enfin la division 2 puis près de vingt ans plus tard, l'équipe accède enfin à la première division.
Le Hockey Club de Limoges est liquidé le 9 juillet 2008 par décision du tribunal de grande instance de Limoges.
À la suite de cette liquidation, l'ASPTT Limoges ouvre une nouvelle section pour intégrer ce sport sous le nom de l'ASPTT Limoges hockey sur glace avec le même surnom des Taureaux de feu.